# Christianisme en Indonésie

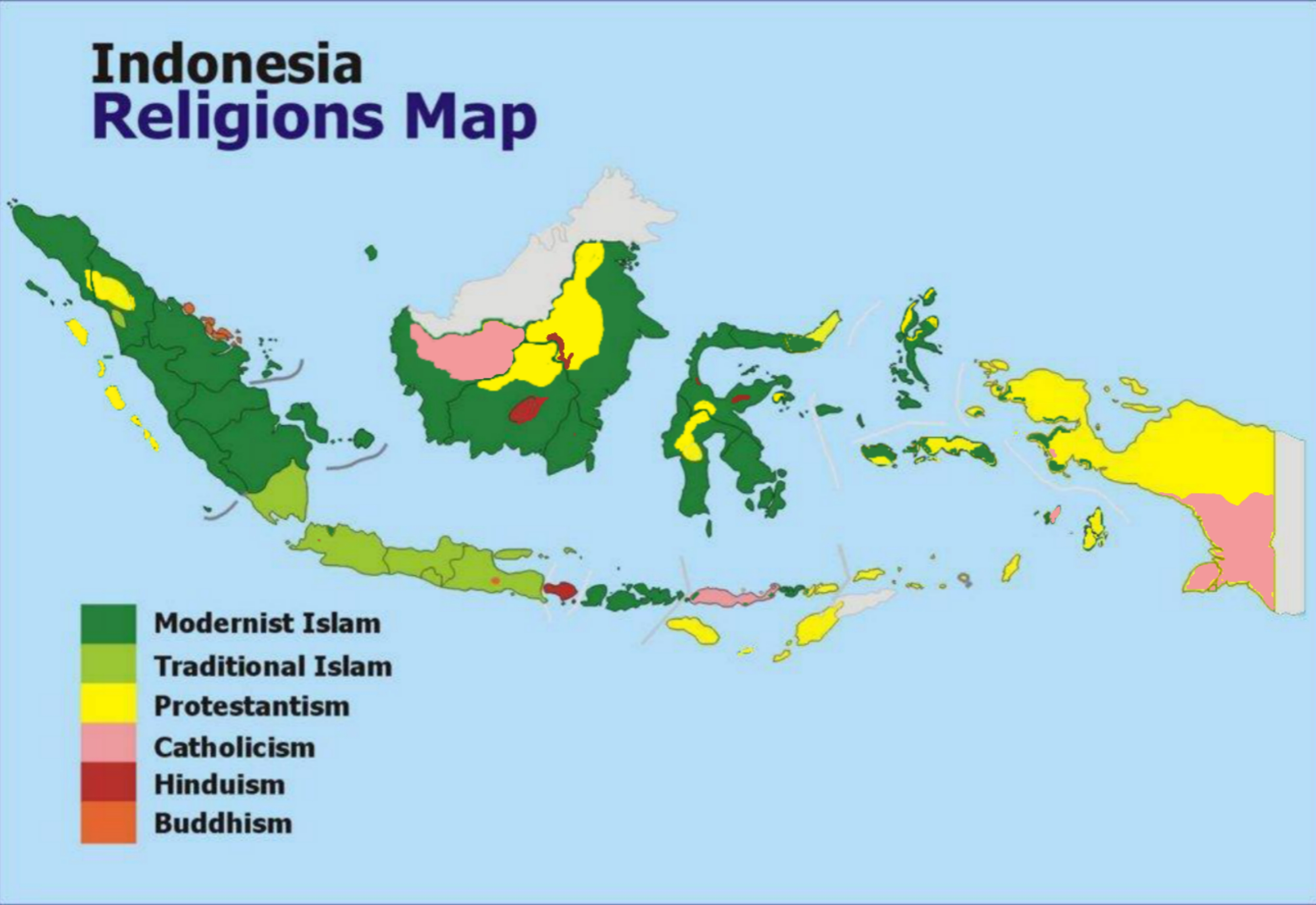
Carte des religions majoritaires en Indonésie.

Le christianisme est, statistiquement, la deuxième religion de l'Indonésie, après l'Islam. En 2018, il rassemble un peu plus de vingt-huit millions de fidèles, soit 10,7% environ de la population.
Certains historiens font remonter l'histoire du christianisme indonésien au christianisme primitif et à l'évangélisation des nestoriens, entre le VIIe et le XIe siècle. De manière certaine, le christianisme est ensuite introduit dans l'archipel au seizième siècle par les catholiques portugais. À partir du XVIIe siècle, la mainmise progressive de la Compagnie néerlandaise des Indes orientales amène de plus en plus de protestants hollandais, ce qui s'accroît encore avec la création des Indes orientales néerlandaises.
La coexistence des communautés chrétiennes et musulmanes est généralement facile en Indonésie. Toutefois, à la fin du XXe siècle et au début du XXIe, des conflits meurtriers opposent ces deux groupes, dans un contexte où les causes premières du conflit sont plus politiques et économiques que religieuses, mais où l'appartenance à l'une ou l'autre religion est utilisée comme amplificateur du conflit.

## Histoire

### Une possible évangélisation lors du premier millénaire
Certaines sources anciennes et découvertes archéologiques suggèrent la possible existence d'une communauté chrétienne dans le nord de Sumatra, remontant au septième siècle ; son existence pourrait être plus solidement établie à partir du neuvième siècle.

## Confessions

### Statistiques
Le christianisme constitue la principale minorité religieuse du pays et rassemble un peu plus de dix pour cent de la population.
|             | 2010       | 2010 | 2018       | 2018  |
|             | Nombre     | %    | Nombre     | %     |
| ----------- | ---------- | ---- | ---------- | ----- |
| Protestants | 16 528 513 | 6.96 | 20 246 267 | 7.60  |
| Catholiques | 6 907 873  | 2.91 | 8 325 339  | 3.12  |
| TOTAL       | 23 436 386 | 8.79 | 28 571 606 | 10.72 |

### Cohabitation entre chrétiens et musulmans
La cohabitation entre chrétiens et musulmans est généralement paisible en Indonésie, notamment sous le régime de Soeharto. Dans les îles de Sumatra et de Java notamment, les groupes religieux vivent en assez bonne entente. Toutefois, cette coexistence pacifique doit déjà être nuancée à l’époque, avec une douzaine d'attaques annuelles contre des églises chrétiennes ; par ailleurs, elle n’allait généralement pas jusqu'à ce que des mariages mixtes aient lieu, ou alors ces mariages nécessitaient la conversion de l'un des deux membres du couple. À partir de 1999, de brefs mais très meurtriers conflits ensanglantent les relations entre communautés ; en 2002, le bilan de ces trois années de conflit est de six mille morts et cinq cent mille réfugiés rien qu'aux Moluques,,.
Les causes de cette dégradation des relations entre chrétiens et musulmans sont nombreuses, et majoritairement non religieuses. La première est la crise économique asiatique de 1997. Ou l'appauvrissement généralisé qu'elle provoque, elle est un puissant facteur de déscolarisation et de retour des étudiants et travailleurs pauvres dans les campagnes, accroissant ainsi la pression sur des terres agricoles très denses. La seconde est la démission forcée de Soeharto, à la suite des émeutes de mai 1998, qui entraîne un moindre encadrement policier des populations. La troisième est l'impact social des transmigrations depuis les îles les plus peuplées vers les îles périphériques de l'archipel, notamment sa partie orientale plus christianisée que Java et Sumatra.
En 1990 est créée l'Indonesian Conference on Religion for Peace ou Conférence indonésienne sur les religions pour la paix.